# صموئيل نوكس
صموئيل نوكس (بالإنجليزية: Samuel Knox)‏ هو محامي وسياسي أمريكي، ولد في 21 مارس 1815، وتوفي في 7 مارس 1905. انتخب عضو مجلس النواب الأمريكي.